# Dyrehavsbakken
Koordinaten: 55° 46′ 30″ N, 12° 34′ 45″ O
Dyrehavsbakken [ˈdyːʀəhɑu̯sbɑgən] (dän. dyrehave „Tiergarten“, bakke „Hügel“, Kurzform: Bakken) ist ein Freizeitpark im Naturpark Jægersborg Dyrehave am Stadtrand der dänischen Hauptstadt Kopenhagen.
Der Park wurde 1583 mit der Entdeckung einer natürlichen Quelle eröffnet und ist damit der älteste noch existierende Freizeitpark der Welt. Mit der Zeit siedelten sich aufgrund des großen Besucherzustroms immer mehr Geschäftsleute an. Heute zeichnet sich Bakken durch eine Mischung aus klassischen und modernen Fahrgeschäften aus. Zu den Attraktionen gehört mit der 1932 in Betrieb genommenen Rutschebanen eine der ältesten Holz-Achterbahnen Europas. Die Bahn wies bis 2010 zusätzlich die Besonderheit auf, dass ein Bremser mitfuhr.
Der Eintritt zum Park ist frei, dafür verlangt jedes Fahrgeschäft einen Einzelpreis. Mit ca. 2,7 Millionen Besuchern jährlich kommt Bakken direkt hinter dem Tivoli Kopenhagen auf den zweiten Platz in der dänischen Besuchergunst. Unter Einheimischen ist der Park nicht zuletzt wegen der für dänische Verhältnisse günstigen Restaurants ein Treffpunkt für Jung und Alt.

## Attraktionen

### Achterbahnen
| Achterbahn       | Typ              | Öffnung | Hersteller   | Informationen                     |
| ---------------- | ---------------- | ------- | ------------ | --------------------------------- |
| De Vilde Mus     | Wilde Maus       | 2012    | Mack Rides   | Neueste Achterbahn des Parks      |
| Mariehønen       | Tivoli (small)   | 1981    | Zierer Rides | Höchstgeschwindigkeit von 36 km/h |
| Mine Train Ulven | Minenachterbahn  | 1997    | Intamin      | Höchstgeschwindigkeit von 65 km/h |
| Rutschebanen     | Holzachterbahn   | 1932    | Lebela       | Älteste Achterbahn des Parks      |
| Tornado          | Spinning Coaster | 2009    | Intamin      | Höchstgeschwindigkeit von 60 km/h |

#### Ehemalige Achterbahnen
| Achterbahn       | Typ                              | Öffnung   | Schließung | Hersteller   | Informationen                                       |
| ---------------- | -------------------------------- | --------- | ---------- | ------------ | --------------------------------------------------- |
| Linie 88         | Tivoli (large)                   | 1970er    | 1970er     | Zierer Rides | Befand sich am Standort der heutigen Wildwasserbahn |
| Racing           | Flitzer                          | 1972      | 2020       | Zierer Rides | Höchstgeschwindigkeit von 24 km/h                   |
| Rutschebanen     | Holzachterbahn                   | 1924      | 1930       | unbekannt    | Wurde am 30. August 1930 bei einem Feuer zerstört.  |
| unbekannter Name | Holzachterbahn, Bobbahn          | 1930er    | ≤1950      | unbekannt    |                                                     |
| unbekannter Name | Holzachterbahn, Spinning Coaster | unbekannt | unbekannt  | unbekannt    | Befand sich am Standort der heutigen Wildwasserbahn |

### Weitere Fahrgeschäfte
- 5D Cinema
- Bakkeekspressen
- Børneoariserhjulet
- Crazy Theatre
- Det Lille Tog
- Dillen
- Dizzy Ducks
- Extreme
- Hestekarrusellen
- Hip Hop
- Hurlumhej
- Jeepen
- Kaffekopperne
- Kænguru
- Mini Dumbo
- Polyppen
- Radiobilerne
- Rodeobanen
- Safari
- Skyroller
- Spøgelsestoget
- Srv
- Svanebanen
- Tårngyset
- Vandrutschebanen
- Vikingeskibet Dragen